# 81822 Jamesearly
81822 Jamesearly este un asteroid din centura principală de asteroizi.

## Descriere
81822 Jamesearly este un asteroid din centura principală de asteroizi. A fost descoperit pe 27 mai 2000 la Anza, California de Michael Collins (astronom) și Minor White (astronom). Asteroidul prezintă o orbită caracterizată de o semiaxă mare de 2,80 ua, o excentricitate de 0,13 și o înclinație de 13,9° în raport cu ecliptica.